# Metoda Rietvelda
Metoda Rietvelda – technika wprowadzona przez Hugona Rietvelda w celu opisu materiałów krystalicznych. Rozpraszanie neutronów i promieniowania rentgenowskiego na polikrystalicznych próbkach proszkowych daje w wyniku charakterystyczną strukturę maksimów o określonym natężeniu i położeniu (dyfraktogram, obraz dyfrakcyjny). Wysokość, szerokość i położenie tych linii dyfrakcyjnych mogą zostać wykorzystane do wyznaczenia wielu aspektów struktury wewnętrznej materiału (dyfraktometria).
Metoda Rietvelda bazuje na metodzie najmniejszych kwadratów w celu dopasowania profilu teoretycznego do zarejestrowanego dyfraktogramu. Wprowadzenie takiego podejścia w krystalografii proszkowej było znaczącym krokiem naprzód, bowiem wcześniejsze podejścia nie radziły sobie z pokrywającymi się refleksami.

## Literatura
- Rietveld, H.,. A profile refinement method for nuclear and magnetic structures. „J. Appl. Cryst.”. 2 (2), s. 65-71, 1969. DOI: 10.1107/S0021889869006558.